# Bernarda Seitz
María Bernarda Seitz, nacida como Florentina Seitz y más conocida como La Hermana Bernarda (General Acha, Argentina; 19 de junio de 1927 - Quilmes, Argentina; 16 de junio de 2014), fue una monja de la Iglesia católica, escritora, cocinera y presentadora de televisión argentina.
Se hizo famosa y estrella de la televisión culinaria por sus programas en donde daba a conocer recetas de origen alemán, y compartía sus creencias e impresiones acerca de Dios, la Iglesia, el amor y la familia.  
Tuvo su propio programa de televisión que la hizo saltar a la fama, el clásico programa Dulces Tentaciones en el canal Elgourmet.com durante varios años con gran éxito y en el canal de aire América 2.
Uno de sus libros, titulado Hermana Bernarda 100 recetas: cocina y meditación, se encuentra entre los cuatro superventas argentinos. Su programa se veía en España a través de Canal Cocina.

## Biografía
Hija de Enrique y Barbara Seitz, nació el 19 de junio de 1927 como Florentina Seitz, en una familia de alemanes del Volga.
Su infancia transcurrió entre La Pampa y Coronel Suárez, y más tarde en los campos de su padre en el sur de Córdoba. 
En 1943, a la edad de 16 años, ingresó a la Congregación de las Hermanas de la Santa Cruz, en donde recibió el nombre de María Bernarda, en honor a la fundadora de la congregación venerable Bernarda Heimgartner.
En 1986 se trasladó a Alemania y se perfeccionó en el oficio de la cocina en la tierra de sus orígenes y en Suiza.
A partir del 2000 saltó a la fama gracias a su sencillo programa Dulces Tentaciones en Elgourmet.com, donde no poseía escenografía, sino que cocinaba en la cocina del propio convento donde vivía. Su programa se convirtió en un éxito de audiencia y era repetido cuatro veces al día.
En 2003 su libro más conocido, Hermana Bernarda 100 recetas: cocina y meditación, logró estar entre los superventas de la Argentina, siendo uno de los cuatro libros más vendidos del país.
Tiempo después llegó a la televisión de aire, donde condujo su propio programa en América 2. Gracias a sus éxitos televisivos Elgourmet.com le propuso hacer Saladas Tentaciones, la segunda versión de su programa original Dulces Tentaciones.
Fue autora de libros de cocina y condujo programas de televisión en donde enseñaba a preparar comidas típicas alemanas de manera sencilla y maximizando el aprovechamiento de los recursos. A pesar de su condición de religiosa católica, en sus programas se refería a Dios en forma desvinculada a una religión específica, y compartía su particular visión del mundo con los televidentes en un marco ameno, de escenografía austera y sin perder su acento alemán. 
En varias oportunidades fue invitada principal en el programa de Mirtha Legrand entre otros. En una ocasión, en que compartió mesa con los actores Enrique Pinti y Luciano Castro, el cantante Walter Olmos y un cardiólogo, ella preparó el almuerzo para todos, junto con el postre, un strudel de manzanas.

## Fallecimiento
El 16 de junio de 2014 fallece a los 86 años, a causa de  un accidente cerebrovascular. En un comunicado, el obispado de Quilmes dijo: 

Le pedimos a Él que la reciba en su Casa y acompañe a sus Hermanas, su familia y amigos en este momento de dolor (…) gracias a Dios por la vida fecunda de la Hermana Bernarda”.

Sus restos fueron velados en la capilla de su comunidad religiosa en el partido de Quilmes, provincia de Buenos Aires. Fue sepultada en el cementerio de Ezpeleta.

## Libros
- 2005, Hermana Bernarda 100 recetas: cocina y meditación
- 2004, Recetas económicas y algo más
- Las recetas de Dios por la Hermana Bernarda
- 2005, 100 recetas dulces
- 2005, 100 recetas para compartir en familia
- Las 100 recetas de la sabiduría
- La cocina y la fe
- Bendiciones para la mesa